# Roberto Giovanni F. Roberti
Roberto Giovanni F. Roberti (Monte San Giusto, 23 dicembre 1788 – Roma, 7 novembre 1867) è stato un cardinale italiano.

## Biografia
Nacque a Monte San Giusto il 23 dicembre 1788.
Papa Pio IX lo elevò al rango di cardinale nel concistoro del 30 settembre 1850.
Morì il 7 novembre 1867 all'età di 78 anni.